# Toyota Prius PHV
Toyota Prius PHV (Plug-in Hybrid Vehicle) — гибридный легковой автомобиль с возможностью подзарядки от внешней электросети, выпускаемый японской фирмой Toyota. Автомобиль выпускается с 2012 года. В электрическом режиме автомобиль используется для кратковременных поездок по городу, а при длительном загородном движении в работу включается двигатель внутреннего сгорания. Латинское слово prius (яп. プリウス) в названии модели трактуется как первый, изначальный.
Обширная тестовая программа 2007—2012 годов, в рамках которой прототипы автомобиля проехали более полумиллиона миль, позволила найти оптимальный баланс между пробегом, временем зарядки, размером и стоимостью аккумуляторной батареи.
В январе 2012 года серийное производство Prius PHV началось в Японии на заводе Tsutsumi Plant и продолжалось до июня 2015 года. В феврале 2017 года был представлен новый автомобиль, созданный на базе Prius четвёртого поколения. К тому времени в мире было продано почти 100 тысяч подзаряжаемых гибридов Prius PHV. В Северной Америке новая модель продаётся под названием Prius Prime.

## Прототипы

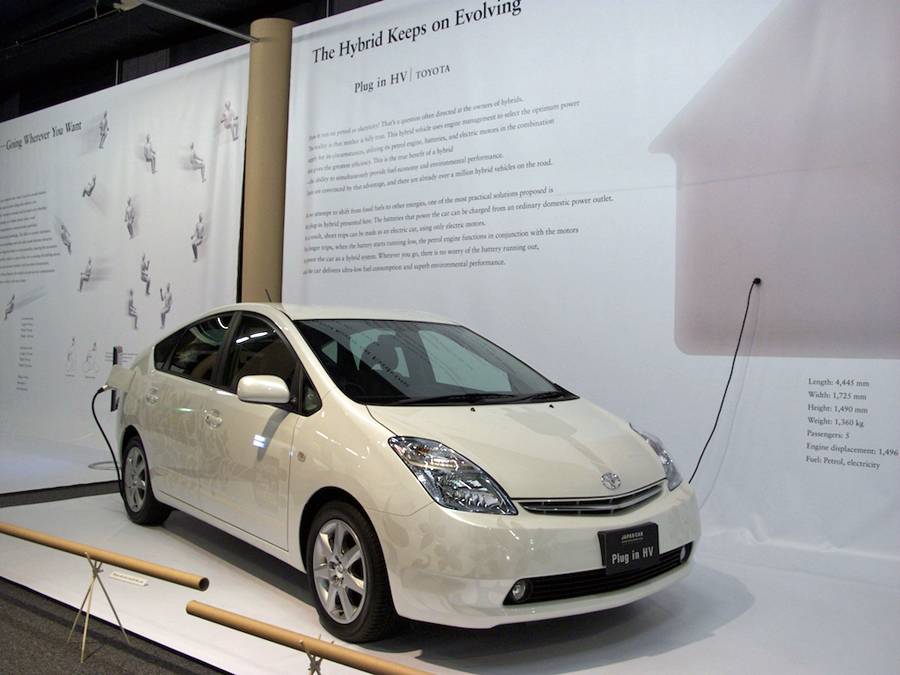
Toyota Prius Plug-in HV — прототип, созданный на основе Prius второго поколения

Прототипы подзаряжаемых от внешней электросети гибридных автомобилей (Plug-in Hybrid Vehicle) использовались фирмой Toyota для получения сведений о требованиях покупателей к автомобилям такого типа и нахождения оптимального баланса между пробегом, временем зарядки, размером и стоимостью батареи.
На первом этапе с 2007 года использовалось 20 автомобилей, которые сдавались в аренду государственным и частным организациям. Это были обычные модели Prius, у которых под полом багажника размещалась дополнительная никель-металлогидридная батарея, подзаряжаемая путём подключения к стандартной электрической розетке. С большим запасом электричества автомобиль был способен проехать на электротяге дольше и с большей скоростью. Всё это позволяло снизить расход топлива и выбросы, по сравнению с обычным гибридным автомобилем.
В декабре 2009 года, вскоре после выхода третьего поколения Prius, появилась его подзаряжаемая версия. 600 автомобилей были сданы в аренду различным организациям по всему миру. Целью этой кампании было получение данных о реальных условиях эксплуатации таких автомобилей, сведений об ожиданиях будущих владельцев, а также оценка надёжности, долговечности и работоспособности литий-ионной батареи. Новая батарея была разработана на фирме Toyota и изготавливалась на совместном с Panasonic предприятии.
Все тестовые автомобили имели специальное оборудование, записывающее данные о том, когда и как часто автомобиль заряжается, уровень заряда батареи, время в пути, соотношение времени движения на электротяге к движению от ДВС. В результате было выяснено, что 90 % поездок не превышает 25 километров, а треть владельцев раз в неделю совершала поездку длиной более 100 километров. Водители Prius PHV в среднем расходовали на 36 % меньше топлива, чем лучшие в классе автомобили с дизельными двигателями, и на 50 % меньше лучших в классе бензиновых автомобилей, а у некоторых средний расход топлива опускался до 2 литров на 100 километров.

## Первое поколение (2012—2015)
Созданный для удовлетворения потребностей городских жителей, подзаряжаемый гибрид Prius PHV мог проехать только на электротяге примерно 25 километров со скоростью не более 80 км/ч. Как только разряд батареи доходил до критического уровня, автоматически запускался двигатель внутреннего сгорания, что позволяло двигаться дальше. Водителю незачем было беспокоится о том, сможет ли автомобиль достигнуть пункта назначения, или менять стиль вождения для того, чтобы сэкономить ещё немного энергии.
Более долгий отрезок движения на электротяге сделал автомобиль экономичнее, он расходовал топлива на 45 % меньше базовой модели Prius. В смешанном режиме движения, от электромотора и двигателя, литий-ионная батарея собирала больше энергии при рекуперативном торможении, быстрее заряжалась и позволяла автомобилю чаще переключаться в электрический режим, что также давало экономию топлива.
Батарею можно было полностью зарядить за 2,5—3 часа током 15 ампер от бытовой электросети с напряжением 110 вольт или за 1,5 часа от сети с напряжением 230 вольт. Пятиметровый зарядный кабель, размещённый в багажнике, входил в стандартную комплектацию.

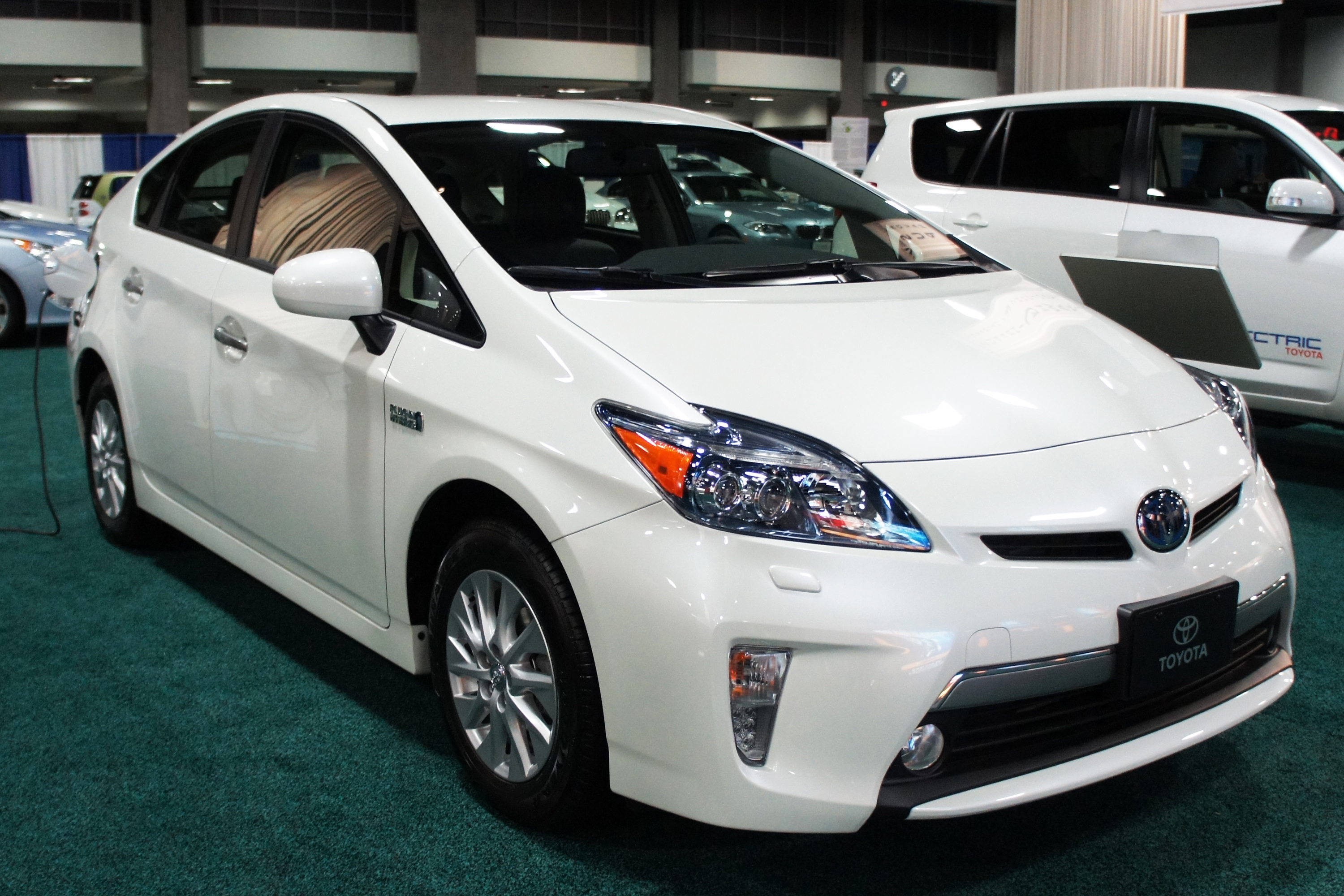
2012 Toyota Prius PHV с блестящей накладкой спереди, дымчато-голубыми фарами, хромированными ручками дверей и лючком для подзарядки справа

Внешне автомобиль мало отличался от базовой модели Prius третьего поколения. У него появилась блестящая накладка спереди, а стёкла фар стали дымчато-голубыми. С правой стороны теперь располагался лючок зарядного разъёма, ручки всех дверей были хромированы. Сзади автомобиль также имел блестящую накладку и символ зарядки (штепсель), встроенный в эмблему гибридного синергетического привода.
Внутри автомобиля пятеро взрослых располагались с тем же комфортом, что в обычной модели Prius. Установленный по центру передней панели монитор был дополнен специфическими для подзаряжаемого гибрида указателями. Так, теперь он показывал уровень заряда батареи и предполагаемый пробег на электротяге, графически отображая приближение момента включения двигателя. Водитель мог видеть, как часто и как долго он ездит на электричестве, и какой вклад в экономию топлива вносит частота подзарядки. Кнопка включения электрического режима была заменена на кнопку переключения режимов (HV/EV), позволявшую в любой момент сменить способ движения автомобиля. Два других режима работы, экономичный (ECO mode) и динамичный (DRV mode), работали так же, как у базовой модели.
Размещение батареи под полом багажника практически не изменило его объём, который составлял 443 литра, а при сложенных спинках заднего сиденья — 1120 литров. Вместо запасного колеса в багажнике лежали баллон с герметиком и компрессор. При проколе баллон соединялся с компрессором и повреждённым колесом, а затем специальный состав вместе с воздухом подавался в колесо накачивая его и герметизируя прокол. Если же колесо необходимо было заменить, то под водительским сиденьем в специальном футляре располагался соответствующий набор инструментов.
Используемая в модели батарея литий-ионных аккумуляторов идеально подходила для подзаряжаемого гибридного автомобиля. Она имела очень высокую плотность запасаемой энергии, была компактной и быстро заряжалась, что позволяло более эффективно использовать рекуперативную систему торможения. Аккумуляторы были разработаны на фирме Toyota в сотрудничестве со специалистами Panasonic. Ёмкость батареи аккумуляторов составляла 4,4 КВт·ч, весила она 80 килограммов и занимала пространство объёмом 87 литров. Для обслуживания батареи увеличенной ёмкости в системе был установлен более крупный инвертор с более мощной системой охлаждения.
Ходовая часть автомобиля Prius PHV была такой же, как и у базовой модели, но с несколько другими настройками амортизаторов и иными характеристиками резиновых шарниров, учитывающими возросший вес автомобиля и другое его распределение по осям.
| NHTSA                                                     | NHTSA |
| Общий рейтинг безопасности                                |       |
| Фронтальный удар                                          |       |
| --------------------------------------------------------- | ----- |
| Водитель                                                  |       |
| Пассажир спереди                                          |       |
| Удар сбоку                                                |       |
| Водитель                                                  |       |
| Пассажир сзади                                            |       |
| Переворот                                                 |       |
| Протестированная модель: 2013 TOYOTA PRIUS PLUG-IN HYBRID |       |

## Второе поколение (2017—н.в.)
Благодаря увеличенной ёмкости батареи новый Prius PHV может проехать только на электрической тяге до 68 километров со скоростью до 135 км/ч. От станции быстрой подзарядки довести до 80 % заряд батареи можно всего за 20 минут, при запитывании от бытовой электросети напряжением 240 вольт время полной зарядки составит примерно 3 часа, а если пополнять заряд от сети напряжением 120 вольт, то на это уйдёт 5,5 часа.
Внешне новый Prius PHV отличается от базовой модели иным оформлением передней части: крупные объёмные элементы формируют решётку радиатора и оконечности бампера, в них встроены вертикальные дневные ходовые огни, а сверху крыльев размещаются блоки сверхкомпактных светодиодных фар. На виде в профиль легко заметить удлинённую заднюю часть, ниже расположенный спойлер и новые двухцветные колёса. Оригинальные блоки задних фонарей окружают обтекаемую дверь багажника из углепластика (CFRP) с вогнутым стеклом, повторяющим форму спойлера. Такая дверь на 40 % легче аналогичной алюминиевой. В целом автомобиль стал на 160 миллиметров длиннее, немного шире и ниже, хотя его колёсная база осталась прежней.
Внутри автомобиль мало изменился, но заднее сиденье сделано двухместным с отдельными местами и консолью между ними. В Северной Америке, где автомобиль называется Prius Prime, и в Японии на дорогие версии по центру передней панели устанавливается большой вертикальный 11,6-дюймовый мультимедийный дисплей. Европейский Prius PHV оснащается таким же, как у базовой модели, 8-дюймовым горизонтально расположенным экраном.

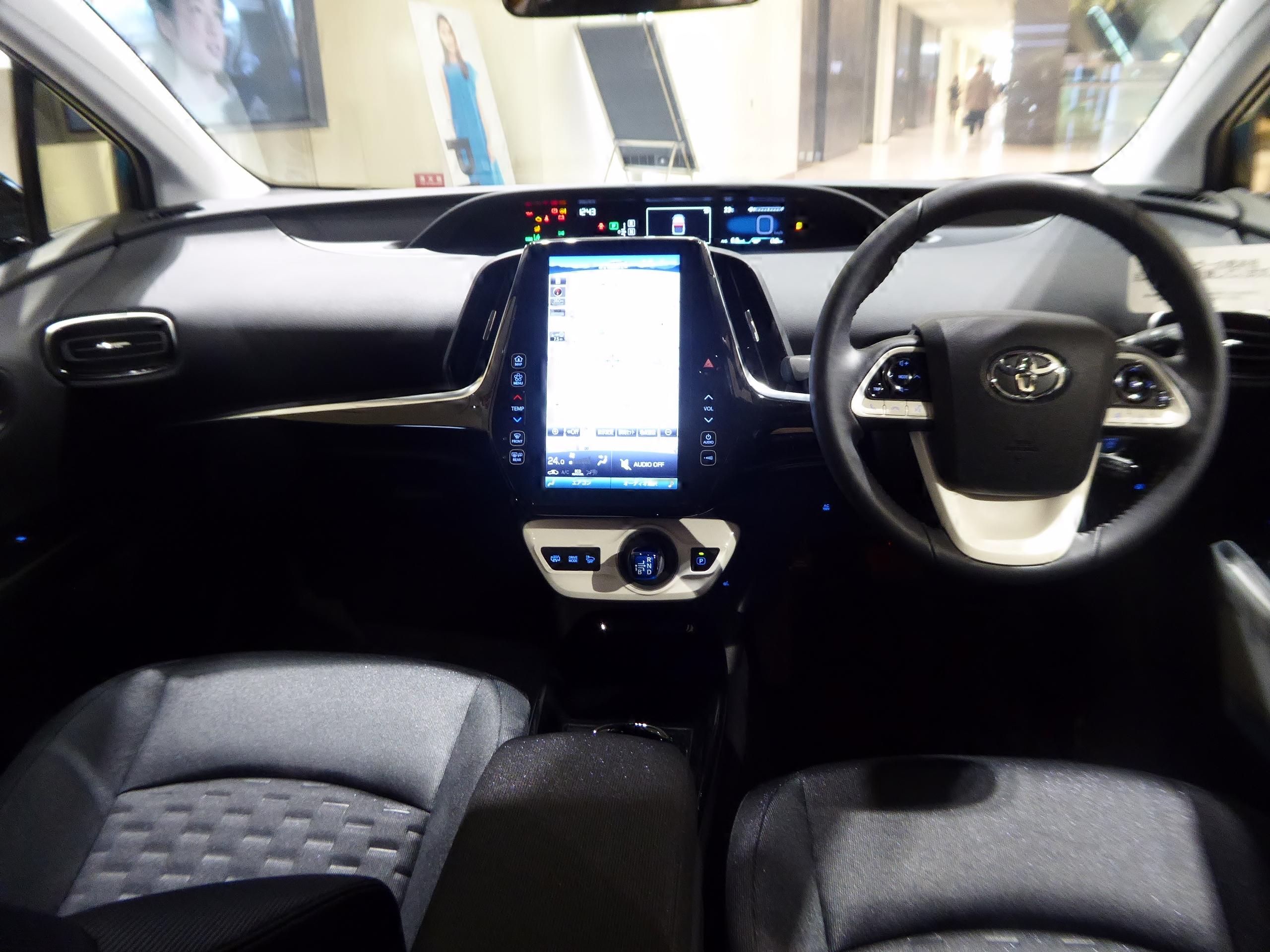
Салон Toyota Prius PHV с большим вертикально установленным планшетом по-центру

Из-за большой аккумуляторной батареи пол в багажнике приподнят на 160 миллиметров, что сократило его объём до 360 литров. Вместо запасного колеса в багажнике хранится набор для ремонта проколотого колеса, такой же, как у модели предыдущего поколения. Если же колесо необходимо заменить, то домкрат располагается под задним сиденьем, а все остальные принадлежности (ручка домкрата, баллонный ключ и буксировочная проушина) — в багажнике.
Во время движения в электрическом режиме (EV mode) при резком нажатии на педаль газа генератор переключается на тягу, и теперь уже два электромотора (Dual Motor EV) создают крутящий момент на колёсах, обеспечивая интенсивный разгон. Кроме того, североамериканский Prius Prime нажатием дополнительной кнопки (EV auto) можно перевести в режим повышенной отдачи, при котором чаще подключается бензиновый двигатель, позволяя автомобилю двигаться более динамично. В противоположность ему у европейского Prius PHV дополнительный городской режим (City mode) ограничивает мощность электромотора, а бензиновый двигатель включается только в крайнем случае, всё — для экономии топлива. В любой момент нажатием кнопки HV/EV автомобиль можно перевести в гибридный режим (HV mode), в котором, как и раньше, используются бензиновый и электрический двигатели. Если же удерживать эту кнопку нажатой, то принудительно запустится генератор для подзарядки батареи во время движения.
Ёмкость увеличенной в два раза литий-ионной батареи составляет теперь 8,8 КВт·ч, она занимает пространство объёмом 145 литров и весит 120 килограммов. Специальная система подогрева позволяет поддерживать рабочую температуру батареи в холодное время года.
Хорошая управляемость автомобиля обеспечивается специально настроенной подвеской. В ней используются особые передние и задние пружины и амортизаторы и более мощный стабилизатор спереди.
Из особенностей автомобиля стоит отметить устанавливаемую по заказу солнечную панель на крыше. При самых благоприятных условиях один день зарядки от неё может увеличить пробег автомобиля на электротяге примерно на 6 километров. Вырабатываемая панелью электроэнергия сначала накапливается в промежуточном аккумуляторе, а затем, если автомобиль стоит, передаётся в основную тяговую батарею. Если автомобиль движется, то электричество поступает в обычный 12-вольтовый аккумулятор и используется для питания вспомогательных электроприборов..
Автомобиль и сам может использоваться как источник электроэнергии для питания бытовых приборов на даче или в местах возникновения чрезвычайных ситуаций. Полностью заправленный, с заряженной батареей, он может выдать 40 КВт·ч электроэнергии.
| IIHS                                         | IIHS |
| -------------------------------------------- | ---- |
| Фронтальный удар с 25%-м перекрытием         | G    |
| Фронтальный удар с 40%-м перекрытием         | G    |
| Боковой удар                                 | G    |
| Прочность крыши                              | G    |
| Подголовники и сиденья                       | G    |
| Протестированная модель: Toyota Prius (2016) |      |

## Оценка
Сравнивая Chevrolet Volt и Prius Prime журналисты известного американского издания Car and Driver сразу заявили, что Prius Prime страшный. Даже удивительно, комментируют они, как в такой консервативной компании, как Toyota, могли создать такой уродливый автомобиль. В то же время эксперты отметили хорошую обзорность и удобные задние сиденья, места на которых больше, чем у Chevrolet. В салоне автомобиля тихо, рулевое лёгкое, а подвеска мягкая, как гусиный пух. В целом управляемость у Prius Prime, как у минивэна: мягкая, безопасная и унылая. Разгон автомобиля вялый, как у тележки для гольфа, и явно не соответствует его статусу. И хотя Prius Prime не понравится тем, кто любит динамичную езду, репутации надёжного и спокойного в движении автомобиля может быть достаточно для одержимых экономичностью покупателей.
Главное отличие Chevrolet Volt заключается в том, как он движется. Его органы управления точны и согласованы: чёткая обратная связь приходит через рулевое управление, крены кузова держатся под контролем, а подвеска хорошо сглаживает любые неровности дороги. Переведя рычаг управления в соответствующее положение, можно принудительно включить режим рекуперативного торможения. При снятии ноги с педали газа электромотор настолько мощно замедляет автомобиль, что на педаль тормоза нажимать надо только перед самой остановкой. У Prius Prime имеется подобный режим, но работает он менее агрессивно, заставляя чаще пользоваться тормозной педалью. Что же касается внешнего вида, то да, Volt выглядит несколько простовато, но это — не протест против вкуса. В результате Volt становится явным победителем и, хотя он дороже Prius Prime, дополнительные деньги не будут потрачены зря: Volt того стоит!
| Некоторые результаты измерений          | Некоторые результаты измерений                               | Некоторые результаты измерений                               |
| --------------------------------------- | ------------------------------------------------------------ | ------------------------------------------------------------ |
|                                         | 2017 Chevrolet Volt Premier                                  | 2017 Toyota Prius Prime Advanced                             |
|                                         | в электрическом/гибридном режимах                            |                                                              |
| Время разгона 0—60 миль/ч (0—96,5 км/ч) | 7,6/7,4 с                                                    | 12,2/10,2 с                                                  |
| Стандартная ¼ мили (400 м) с места      | 16,0 с — 85 миль/ч (137 км/ч)/ 15,8 с — 88 миль/ч (142 км/ч) | 18,6 с — 72 мили/ч (116 км/ч)/ 17,7 с — 79 миль/ч (127 км/ч) |
| Тормозной путь с 70 миль/ч (113 км/ч)   | 180 футов (55 м)                                             | 184 фута (56 м)                                              |
| Средний расход топлива                  | 60 миль/галлон (3,9 л/100 км)                                | 52 мили/галлон (4,5 л/100 км)                                |
| Пробег на электротяге                   | 45 миль (72 км)                                              | 22 мили (35 км)                                              |
| Уровень шума                            |                                                              |                                                              |
| Холостой ход                            | 30 дБА                                                       | 26 дБА                                                       |
| Максимальный разгон                     | 66 дБА                                                       | 71 дБА                                                       |
| Скорость 70 миль/ч (113 км/ч)           | 67 дБА                                                       | 67 дБА                                                       |

Иное мнение высказывает журналист британского автомобильного издания Autocar, проехавший на Prius PHV за полгода около 15 тысяч километров. Поддерживая дискуссию о внешнем виде автомобиля, автор утверждает, что ему нравится оригинальный вид нового Prius PHV, такой низкий и солидный, с множеством красивых мелких чётко оформленных функциональных элементов спереди. Что не понравилось автору, так это надписи PRIUS PHV и PLUG-IN HYBRID на крышке багажника. Дело в том, что у многих гибриды и их водители ассоциируются с медленной, плавной и мешающей другим ездой. На самом деле Prius PHV не медленный автомобиль. Он разгоняется до 60 миль в час (96,5 км/ч) всего за 10 секунд, его управляемость, конечно, не спортивная, но низкий центр тяжести и почти равномерная загрузка обеих осей позволяют ему прекрасно двигаться как по прямой, так и в поворотах. Переключать передачи не надо, а одним движением вы можете задействовать рекуперативное торможение и очень редко пользоваться обычными тормозами. Эти тормоза работают мощно, но с переменным усилием, хотя назвать их непредсказуемыми, как это было у ранних гибридов, нельзя. Prius PHV делает точно то, что вам нужно, и при этом остаётся очень экономичным автомобилем.
Если подзаряжать батарею при каждой возможности, то не сложно добиться среднего расхода топлива на уровне 101 мили на галлон (2,8 л/100 км) при пробеге на электротяге в 41 %. Максимальная дистанция в электрическом режиме в городе составила 33 мили (53 км) и 25 миль (40 км) — за городом. При движении по шоссе расход топлива без усилий достигал 65 миль на галлон (4,3 л/100 км). На холоде пробег на электротяге упал до 29 миль (47 км), а расход топлива составил 93 мили на галлон (3,0 л/100 км).

## Комментарии
1. ↑  От бытовой электросети напряжением 230 вольт.
2. ↑  От бытовой электросети напряжением 240 вольт.
3. ↑  Американский галлон.
4. ↑  Английский галлон.